# Kayla Sanchez
Kayla Noelle Sanchez (Singapur, 7 de abril de 2001) es una deportista filipina que compite en natación, especialista en el estilo libre. Hasta 2022 competía bajo la bandera de Canadá.
Participó en los Juegos Olímpicos de Tokio 2020, obteniendo una medalla de plata en la prueba de 4 × 100 m libre.
Ganó cinco medallas en el Campeonato Mundial de Natación, en los años 2019 y 2022, cuatro medallas en el Campeonato Mundial de Natación en Piscina Corta de 2021 y dos medallas de bronce en el Campeonato Pan-Pacífico de Natación de 2018.

## Palmarés internacional
| Representando a Canadá              |                         |                   |                       |
| Juegos Olímpicos                    |                         |                   |                       |
| Año                                 | Lugar                   | Medalla           | Prueba                |
| 2020                                | Tokio (Japón)           | Medalla de plata  | 4 × 100 m libre       |
| Campeonato Mundial                  |                         |                   |                       |
| Año                                 | Lugar                   | Medalla           | Prueba                |
| 2019                                | Gwangju (Corea del Sur) | Medalla de bronce | 4 × 100 m libre       |
| 2019                                | Gwangju (Corea del Sur) | Medalla de bronce | 4 × 200 m libre       |
| 2022                                | Budapest (Hungría)      | Medalla de plata  | 4 × 100 m libre       |
| 2022                                | Budapest (Hungría)      | Medalla de plata  | 4 × 100 m libre mixto |
| 2022                                | Budapest (Hungría)      | Medalla de bronce | 4 × 200 m libre       |
| Campeonato Mundial en Piscina Corta |                         |                   |                       |
| Año                                 | Lugar                   | Medalla           | Prueba                |
| 2021                                | Abu Dabi (EAU)          | Medalla de oro    | 4 × 100 m libre       |
| 2021                                | Abu Dabi (EAU)          | Medalla de oro    | 4 × 200 m libre       |
| 2021                                | Abu Dabi (EAU)          | Medalla de oro    | 4 × 50 m libre mixto  |
| 2021                                | Abu Dabi (EAU)          | Medalla de plata  | 4 × 100 m estilos     |
| Campeonato Pan-Pacífico             |                         |                   |                       |
| Año                                 | Lugar                   | Medalla           | Prueba                |
| 2018                                | Tokio (Japón)           | Medalla de bronce | 4 × 100 m libre       |
| 2018                                | Tokio (Japón)           | Medalla de bronce | 4 × 200 m libre       |